# 迪科马诺
迪科马诺（義大利語：Dicomano），是意大利佛罗伦斯省的一个市镇。总面积61平方公里，人口5676人，人口密度93.0人/平方公里（2009年）。ISTAT代码为048013。